# TV3+ Norge
TV3+ Norge (tidigare Viasat Plus, Viasat ZTV Norge, Viasat 4) är en TV-kanal som ersatte ZTV Norge från och med 2007. TV3+ sänder bland annat Simpsons och Family Guy på kvällarna.[källa behövs] Den ägs av Viasat AB.